# Kitchen Impossible/Staffel 1
Die erste Staffel Kitchen Impossible begann am 7. Februar 2016 und wurde bis zum 13. März 2016 auf dem Privatsender VOX ausgestrahlt.

## Produktion und Ausstrahlung
Die Erstausstrahlung der ersten Folge der ersten Staffel, dem ersten Duell Tim Mälzers mit Christian Lohse, und somit auch der reguläre Beginn der Ausstrahlung von Kitchen Impossible als Sendereihe, begann am 7. Februar 2016. Die Staffel fand am 13. März 2016 mit Mälzers Duell mit Roland Trettl ihren Abschluss. Zu einer Wiederholung der Ausstrahlung kam es im Sommer 2016.

## Duellanten

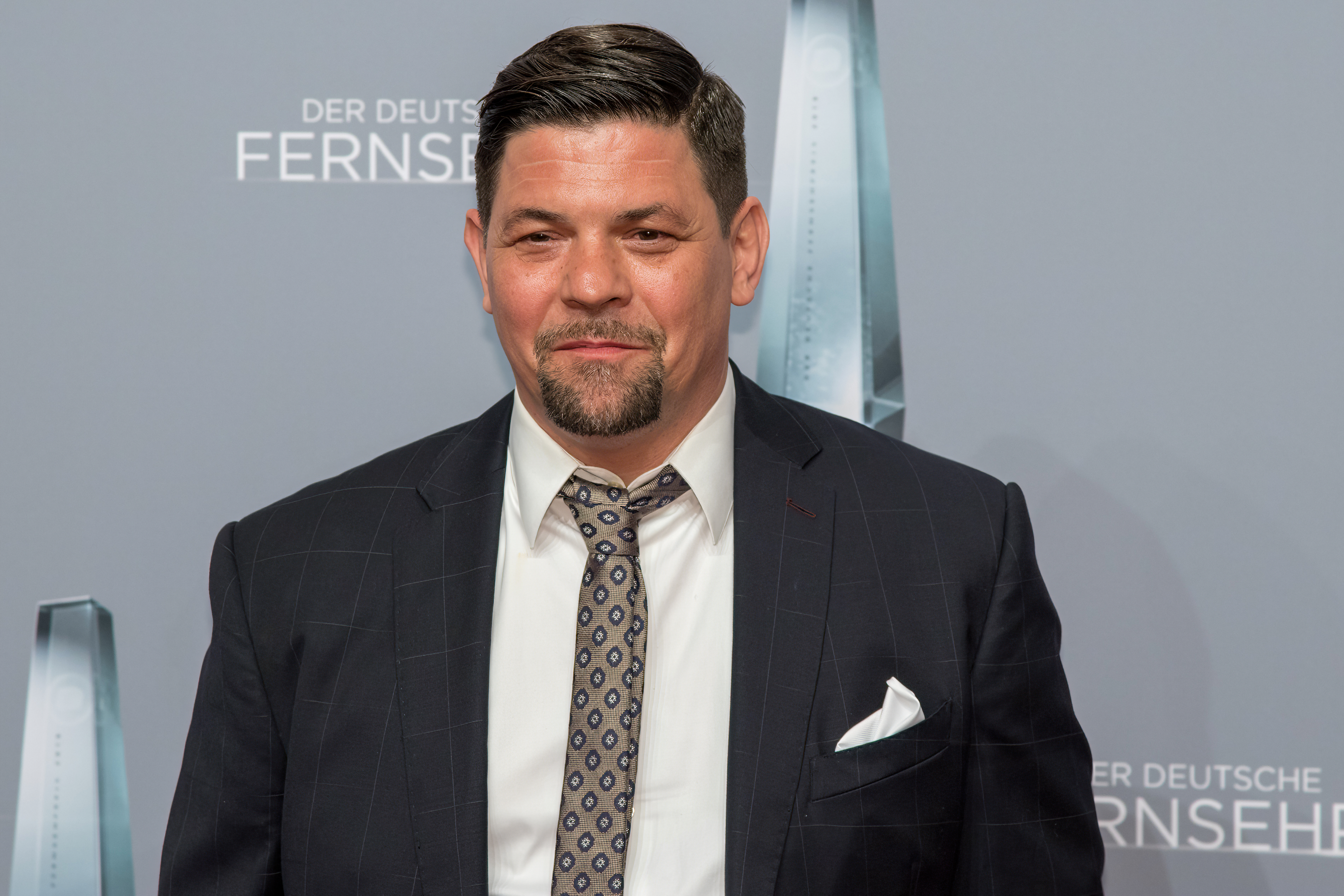
Tim Mälzer

Als Kontrahenten für Tim Mälzer wurden Juan Amador, Alexander Herrmann, Meta Hiltebrand, Christian Lohse, Roland Trettl und Tim Raue ausgewählt.

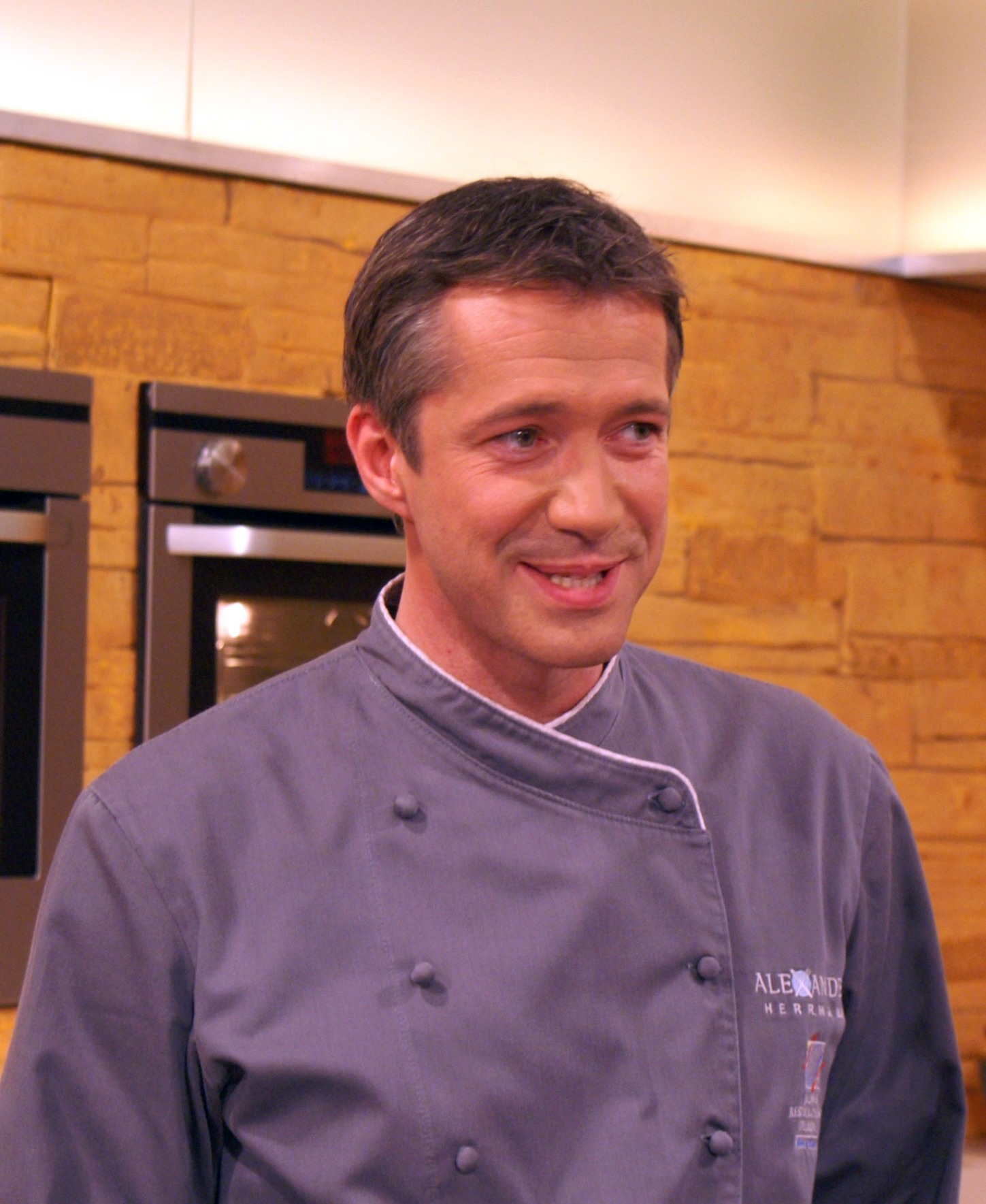
Alexander Herrmann
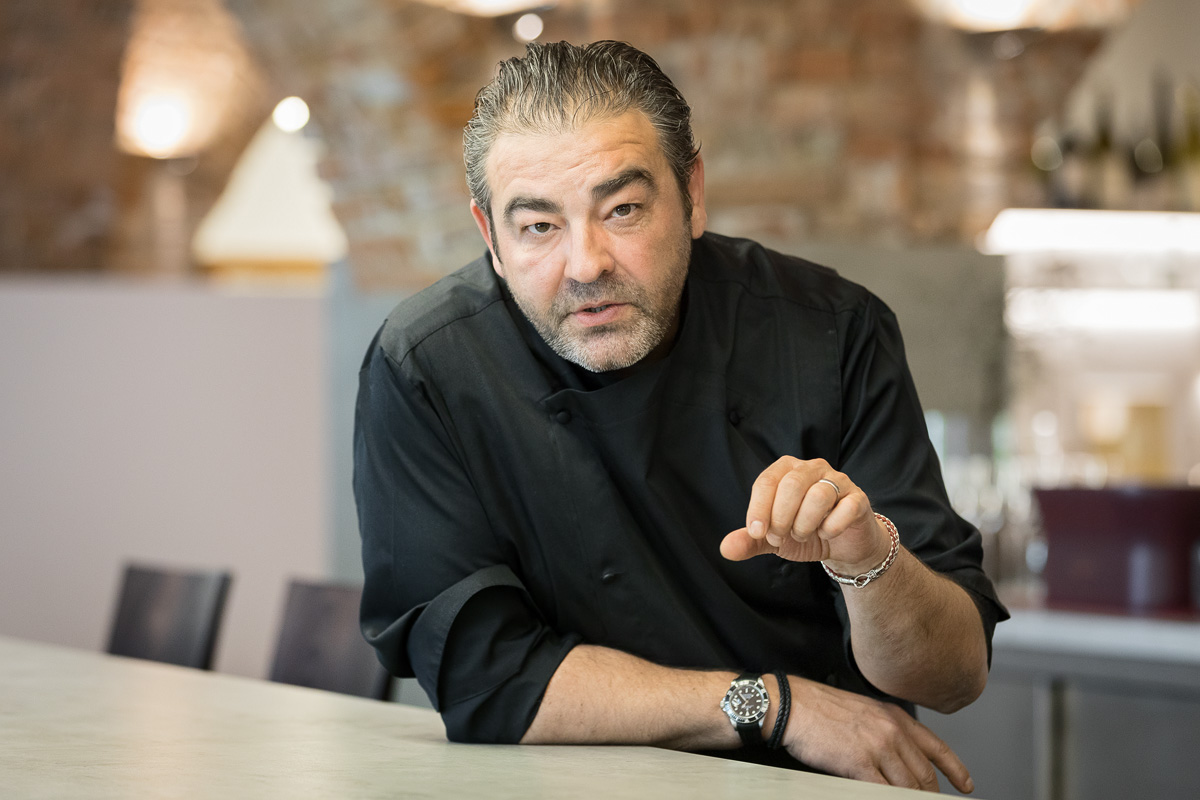
Juan Amador
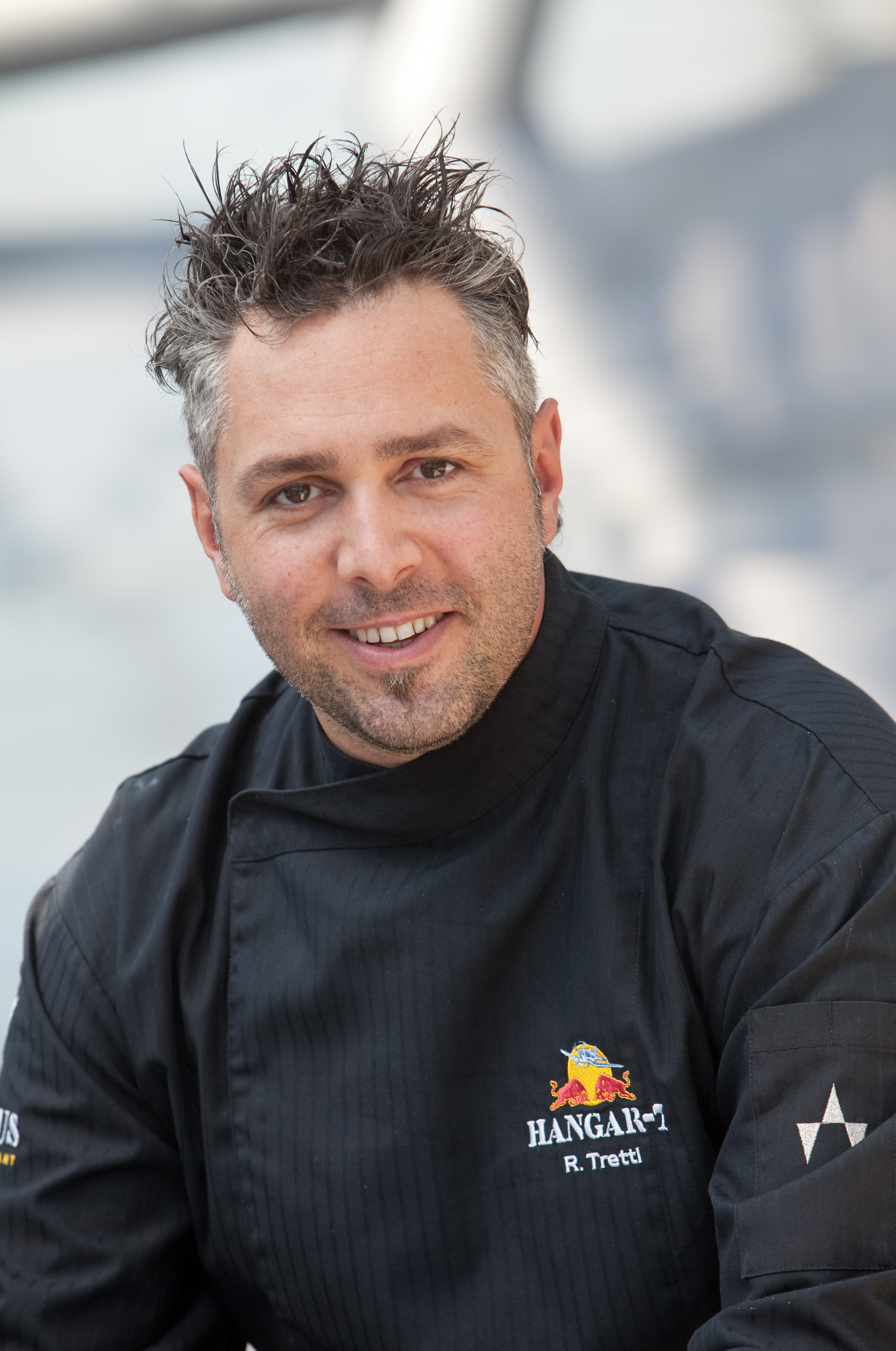
Roland Trettl
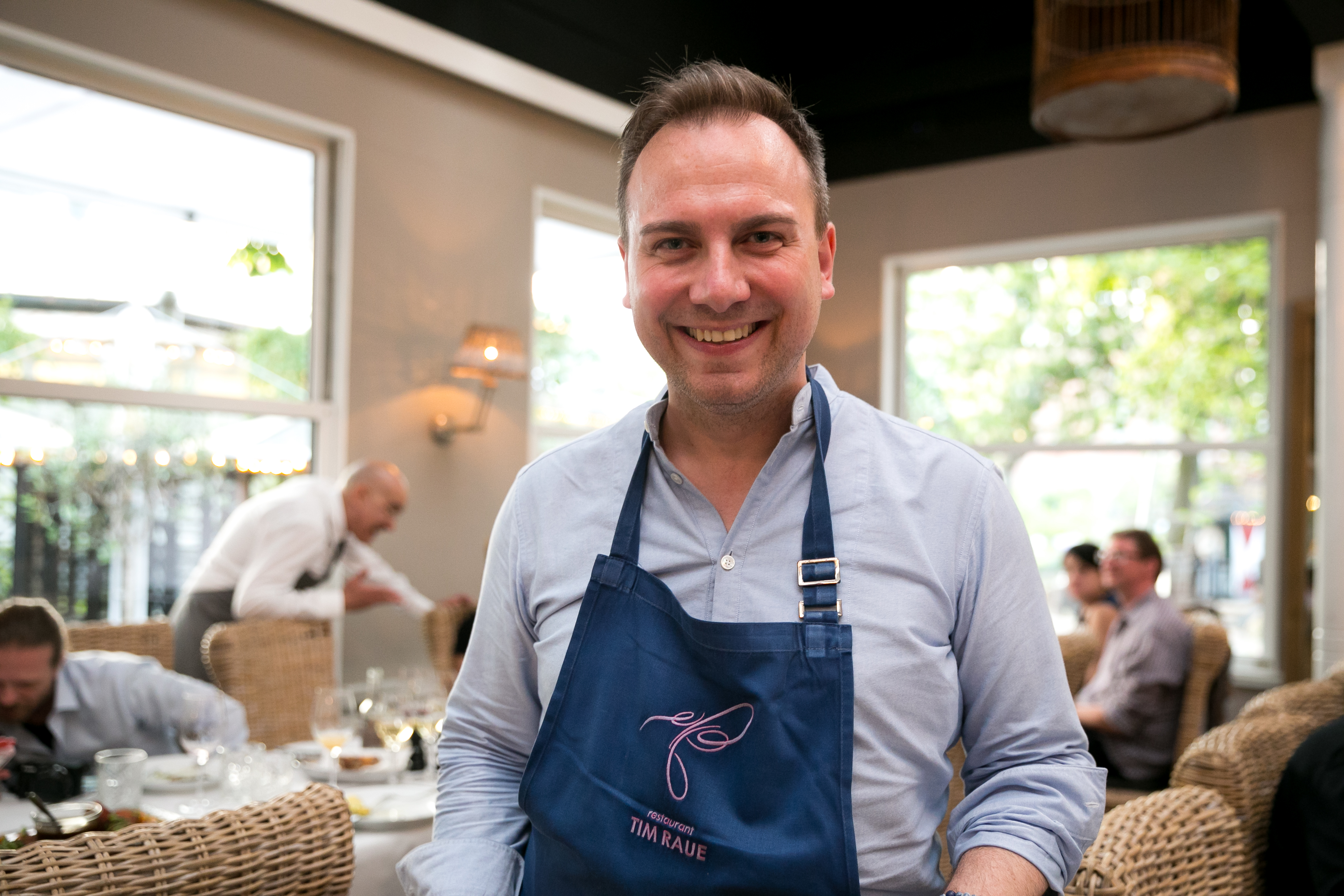
Tim Raue

## Episoden
Die Gesamtsieger der einzelnen Sendungen werden im Folgenden im Abschnitt „Köche“ namentlich fett dargestellt.
| # | Erstausstrahlung | Köche                          | Tim Mälzer       | Tim Mälzer                                                                                   | Tim Mälzer | Gegner     | Gegner | Gegner  |
| # | Erstausstrahlung | Köche                          | Länder           | Gericht                                                                                      | Punkte     | Länder     | Gericht | Punkte  |
| - | ---------------- | ------------------------------ | ---------------- | -------------------------------------------------------------------------------------------- | ---------- | ---------- | --- | ------- |
| 1 | 7. Februar 2016  | Tim Mälzer, Christian Lohse    | Dijon            | Zander in Senfsoße und Gemüse, Entenküchlein (Entenpastete mit Birne)                        | 6,3/10     | Düsseldorf | Shabu shabu, Sushi und Schwarzer Kabeljau                                                                         | 3,4/10  |
| 1 | 7. Februar 2016  | Tim Mälzer, Christian Lohse    | Cessole          | Agnolotti del plin, Zitronen-Perlhuhn                                                        | 5,2/10     | London     | gemischte Tandoori-Grillplatte, Masala-Fisch (Tilapia) und Naan-Brot                                              | 4,5/10  |
| 1 | 7. Februar 2016  | Gesamt                         | 11,5/20          | 11,5/20                                                                                      | 11,5/20    | 7,9/20     | 7,9/20 | 7,9/20  |
| 2 | 14. Februar 2016 | Tim Mälzer, Meta Hiltebrand    | Paris            | Fisch-Couscous, Tauben-Pastilla                                                              | 4,9/10     | Wien       | Ratatouille mit Ravioli (vegan), Knödel mit Erdbeersorbet (vegan) (nach Paul Ivic)                                | 3,9/10  |
| 2 | 14. Februar 2016 | Tim Mälzer, Meta Hiltebrand    | Bern/Rüeggisberg | Schokoladen-Variationen (Pâtisserie) (nach Rolf Mürner)                                      | 3,7/10     | Kopenhagen | Lammhirnpüree mit Knäckebrot und Apfel-Birnen-Chutney, Pfannkuchen mit Lammbäckchen und Zunge, gefüllte Lammaugen | 5,7/10  |
| 2 | 14. Februar 2016 | Gesamt                         | 8,6/20           | 8,6/20                                                                                       | 8,6/20     | 9,6/20     | 9,6/20 | 9,6/20  |
| 3 | 21. Februar 2016 | Tim Mälzer, Alexander Herrmann | Stuttgart        | Schwabenteller (Schweinebraten, Kartoffelsalat und Maultaschen)                              | 7,0/10     | La Coruña  | Mit Mandeln gefüllte Oliven, Käse und Algen Tartar, Galizische Empanada, Algenpüree mit Birnen & Joghurt          | 8,4/10  |

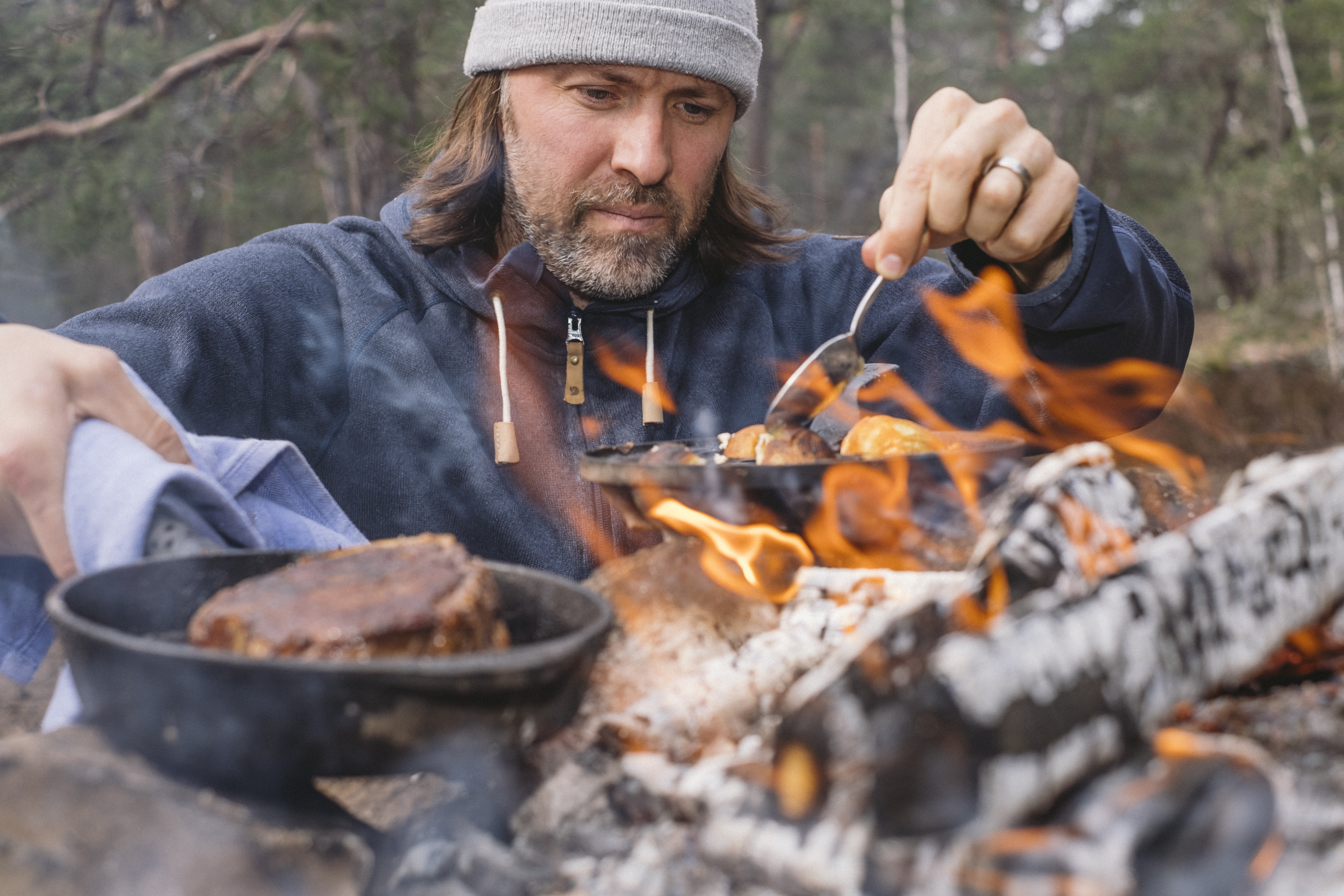
Niklas Ekstedt

| 3 | 21. Februar 2016 | Tim Mälzer, Alexander Herrmann | Mexico City      | Nopalitos, Chiles en Nogada und Enchiladas mit Mole                                          | 8,1/10     | Stockholm  | Flambadou-Austern und in Heu gebratenes Steak mit Schwarzwurzel-Variationen (nach Niklas Ekstedt)                 | 4,7/10  |
| 3 | 21. Februar 2016 | Gesamt                         | 15,1/20          | 15,1/20                                                                                      | 15,1/20    | 13,1/20    | 13,1/20 | 13,1/20 |
| 4 | 28. Februar 2016 | Tim Mälzer, Juan Amador        | Ferragudo        | Arroz de marisco                                                                             | 8,0/10     | Helsinki   | Kalakukko (Brot mit Fischfüllung) und Rosolli                                                                     | 6,0/10  |
| 4 | 28. Februar 2016 | Tim Mälzer, Juan Amador        | Amsterdam        | Hot Dogs/Buns „Sloppy Joe“, „Naughty Bangkok“, „Speedy Gonzales“ (nach Ron Blaauw)           | 5,2/10     | München    | Laghman (uigurisches Nudelgericht)                                                                                | 4,7/10  |
| 4 | 28. Februar 2016 | Gesamt                         | 13,2/20          | 13,2/20                                                                                      | 13,2/20    | 10,7/20    | 10,7/20 | 10,7/20 |
| 5 | 6. März 2016     | Tim Mälzer, Tim Raue           | Hongkong         | Gedünstete Fischblase mit Seegurke in Austernsoße                                            | 6,6/10     | Dingwall   | Haggis mit Steckrüben- und Kartoffelpüree                                                                         | 6,7/10  |
| 5 | 6. März 2016     | Tim Mälzer, Tim Raue           | Rostock          | Erbsensuppe (für 60 Personen, zu kochen an Bord der Ludwigshafen am Rhein)                   | 4,8/10     | Reykjavík  | Dorschkopf, Dorschzunge und Dorschkroketten (Hákarl wurde vorab als Scherz gereicht)                              | 5,5/10  |
| 5 | 6. März 2016     | Gesamt                         | 11,4/20          | 11,4/20                                                                                      | 11,4/20    | 12,2/20    | 12,2/20 | 12,2/20 |
| 6 | 13. März 2016    | Tim Mälzer, Roland Trettl      | Bozen            | Knödeltris und Topfennocken                                                                  | 5,6/10     | Hamburg    | Grünkohl mit Kohlwurst und Kassler und eine Frikadelle mit Brot und Senf (in der Oberhafenkantine)                | 5,3/10  |
| 6 | 13. März 2016    | Tim Mälzer, Roland Trettl      | Vico Equense     | Pizza a Metro (zwei Meter lange Pizza, zuvor wurden als Scherz verschiedene Kuchen gereicht) | 5,2/10     | Liverpool  | Aromatic Crispy Duck und Chow Mein mit Rind                                                                       | 4,7/10  |
| 6 | 13. März 2016    | Gesamt                         | 10,8/20          | 10,8/20                                                                                      | 10,8/20    | 10,0/20    | 10,0/20 | 10,0/20 |

- Niklas Ekstedt

## Einschaltquoten
| Folge | Datum         | Zuschauer Gesamt | Zuschauer 14 bis 49 Jahre | Quote Gesamt | Quote 14 bis 49 Jahre | Quellen     |
| ----- | ------------- | ---------------- | ------------------------- | ------------ | --------------------- | ----------- |
| 01    | 7. Feb. 2016  | 1,44 Mio.        | 0,85 Mio.                 | 4,5 %        | 7,2 %                 | [ 4 ]       |
| 02    | 14. Feb. 2016 | 1,68 Mio.        | 1,08 Mio.                 | 5,4 %        | 9,0 %                 | [ 5 ] [ 6 ] |
| 03    | 21. Feb. 2016 | 1,93 Mio.        | 1,23 Mio.                 | keine Angabe | 10,6 %                | [ 7 ]       |
| 04    | 28. Feb. 2016 | 1,97 Mio.        | keine Angabe              | 9,3 %        | 10,8 %                | [ 8 ] [ 9 ] |
| 05    | 6. März 2016  | 2,23 Mio.        | 1,49 Mio.                 | 7,1 %        | 12,4 %                | [ 10 ]      |
| 06    | 13. März 2016 | 2,16 Mio.        | 1,45 Mio.                 | keine Angabe | 12,6 %                | [ 11 ]      |